# Wierzeevinger
De wierzeevinger (Alcyonidium polyoum) is een mosdiertjessoort uit de familie van de Alcyonidiidae. De wetenschappelijke naam van de soort is, als Sarcochitum polyoum, voor het eerst geldig gepubliceerd in 1841 door Hassall.